# Saint-Émilion (vin)

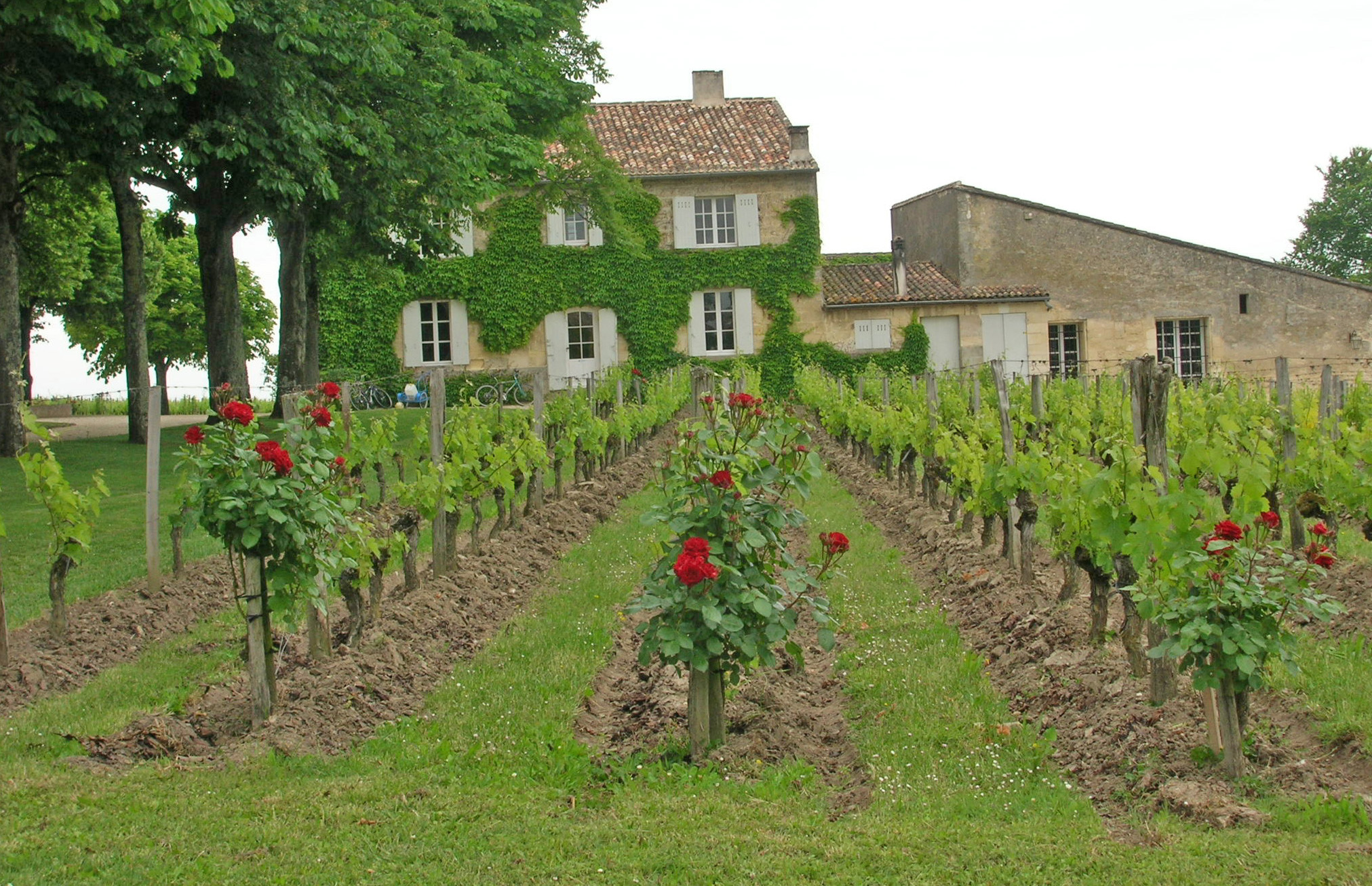
Vinrankor vid Clos Fourtet, en av vingårdarna i Saint-Émilion.

Saint-Émilion är en appellation i Bordeaux för röda viner, belägen runt staden Saint-Émilion. Viner från Saint-Émilion (och övriga viner från Libourne eller "högra stranden" i Bordeaux) skiljer sig från dem från Médoc ("vänstra stranden") genom att man har mindre Cabernet Sauvignon och mera Merlot. En viss andel Cabernet Franc ingår också. Vinerna är till sin karaktär något mjukare och rundare än vinerna från distrikt på den västra stranden. Jordmånen har en hög halt av kalksten. Bäst viner produceras kring själva staden Saint-Émilion och enklare viner produceras närmare floden Dordogne. Vanliga karaktärsdrag för vinerna från St-Émilion är söt, torkad frukt.
Appellationen omfattar 5 400 hektar och gränsar till vindistriktet Pomerol i väst, och till de fyra så kallade Saint-Émilion-satelliterna i norr: Saint-Georges-Saint-Émilion, Montagne-Saint-Émilion, Lussac-Saint-Émilion och Puisseguin-Saint-Émilion. De fyra satellitappellationerna framställer viner i liknande stil, men ofta av något enklare karaktär och därmed även lägre pris.

## Klassificering
Liksom Médocs officiella klassificering 1855 av de bästa gårdarna i Médoc, har Saint-Émilion sin egen klassificering. Denna klassificering infördes 1955, och uppdateras ungefär vart tionde år. Klassificeringen består av tre nivåer:
- Premier grand cru classé A
- Premier grand cru classé B
- Grands crus classé

Viner med appellationen Saint-Émilion Grand cru (men utan ordet "classé" på slutet) utgör något förvirrande en egen nivå som ligger under klassificeringen. Under denna finns viner med appellationen Saint-Émilion (utan tillägg av "Grand cru").

## Urval av klassificerade vinegendomar i Saint-Émilion

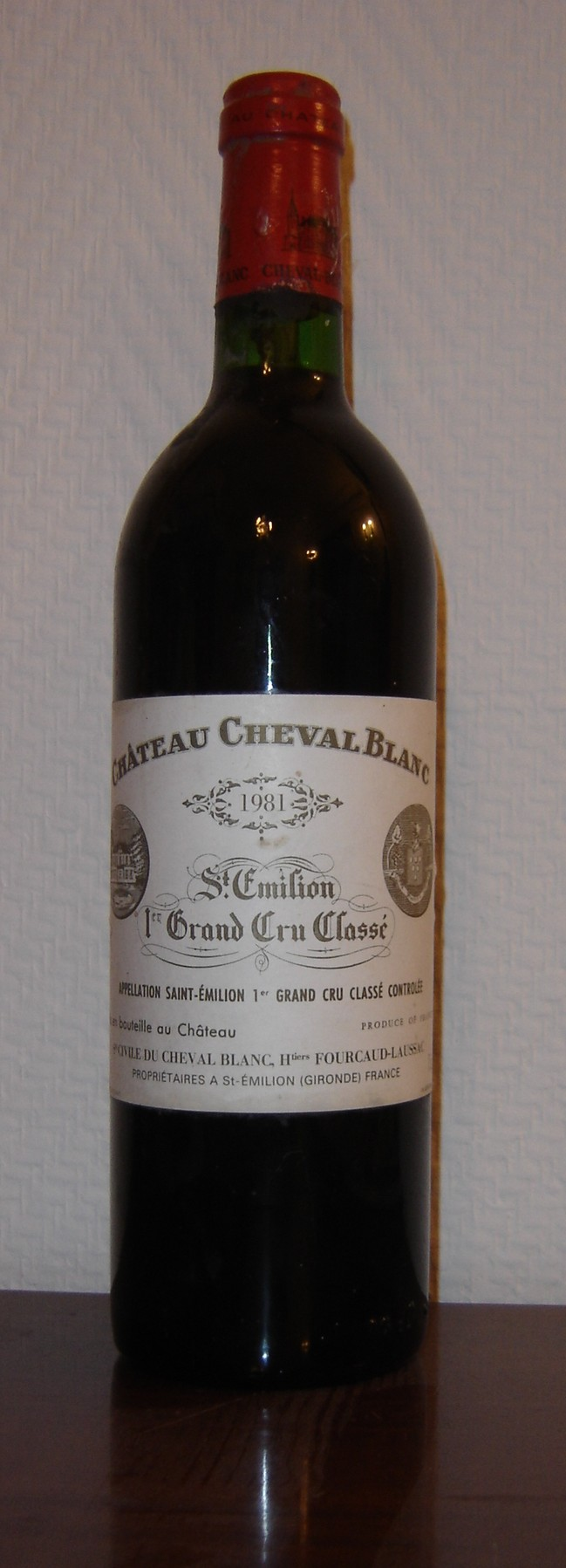
Château Cheval Blanc är ett av de mera kända vinerna från Saint-Émilion

### Premier Grands crus classé A
- Château Angélus
- Château Ausone
- Château Cheval Blanc
- Château Pavie

### Premier Grands crus classé B
- Château Beauséjour (Duffau-Lagarrosse)
- Château Beau-Séjour-Bécot
- Château Bélair Monange
- Château Canon
- Château Canon la Gaffelière
- Château Figeac
- Château La Gaffelière
- Château Larcis Ducasse
- Château Magdelaine
- Château Pavie Macquin
- Château Troplong Mondot
- Château Trottevieille
- Château Valandraud
- Clos Fourtet
- La Mondotte